# ネロリ・フェアホール
ネロリ・フェアホール （Neroli Susan Fairhall、1944年8月26日 - 2006年6月11日) は、ニュージーランドのアーチェリー選手。クライストチャーチ出身。
フェアホールは、1969年にバイク事故に遭遇し下半身不随に陥る。体の自由が利かなくなっても不屈の闘志でハンデを克服。1976年からアーチェリーに取り組みニュージーランドの国内タイトルを取るまでに成長。1982年に正式種目として採用されたコモンウェルスゲームズにおいて、健常者を押さえ金メダルを獲得。2年後のロサンゼルスオリンピックには、車いすの選手として史上初めてオリンピック出場を果たした。
フェアホールは、世界選手権、パラリンピック、その他の世界大会でも数多くのメダルを獲得。彼女の活躍に、2000年シドニーパラリンピックの際、大英帝国勲章が授けられた。
フェアホールは、競技から引退後もクライストチャーチのアーチェリークラブで指導者として活躍していたが、2006年6月11日に機能障害から来る病気によりこの世を去った。